# Струга (притока Лохниці)
Струга — річка в Україні, у Овруцькому районі Житомирської області, права притока Лохниці (басейн Прип'яті).

## Опис
Довжина річки приблизно 16 км. Висота витоку річки над рівнем моря — 155 м; висота гирла над рівнем моря — 140 м; падіння річки — 15 м; похил річки — 0,94 м/км. Формується з багатьох безіменних струмків.

## Розташування
Бере початок на сході від села Селезівка. Тече переважно на північний схід і поруч з українсько-білоруським кордоном впадає в річку Лохницю, праву притоку Свидівки. Річка протікає в зоні Поліського природного заповідника.

## Риби Струги
У річці водяться верховодка, бистрянка, пічкур та плітка звичайна.